# Pyrgus centaureae
Pyrgus centaureae là một loài bướm ngày thuộc họ Hesperiidae. Nó là loài phân bốvùng núi của Scandinavia, bay vào tháng 6 và tháng 7.
Có một thế hệ mỗi năm, ấu trùng ăn Rubus chamaemorus.

## Hình ảnh

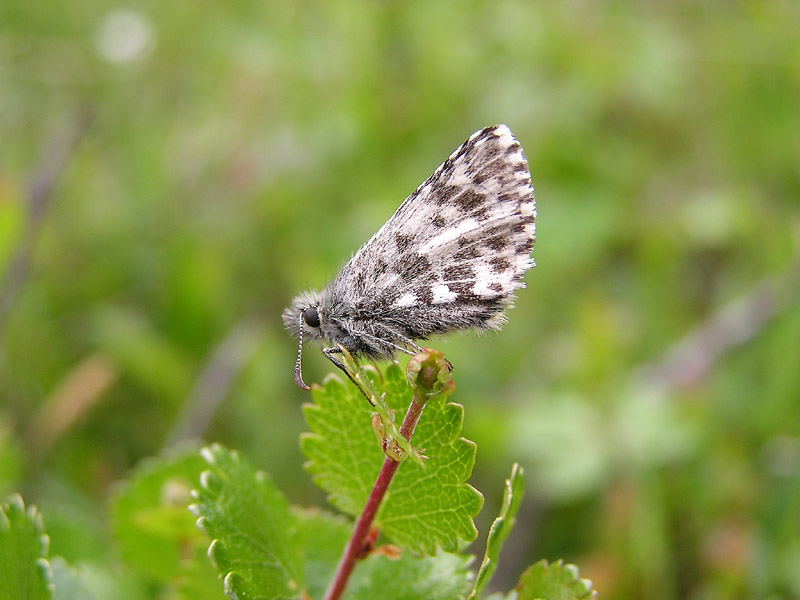